# Weltbund für religiöse Freiheit
Der Weltbund für religiöse Freiheit (engl. International Association for Religious Freedom [IARF]) ist eine gemeinnützige Organisation, die sich weltweit für religiöse Freiheit einsetzt.

## Geschichte
Die Organisation wurde 1900 von amerikanischen Unitariern in Boston auf Initiative des unitarischen Pastors Charles Wendte als "International Council of Unitarian and Other Liberal Religious Thinkers and Workers" gegründet. 1910 wurde sie umbenannt in "International Congress of Free Christians and Other Religious Liberals", 1930 dann zu "International Association for Liberal Christianity and Religious Freedom". Ab 1950 kamen auch andere christliche Konfessionen hinzu. Nachdem eine große Gruppe liberaler Buddhisten dazugestoßen war, folgte 1969 auf Initiative des japanischen unitarischen Pastors Shinichiro Imaoka die Umbenennung zum heutigen Namen.

## Mitglieder
Die IARF bestand zunächst vor allem aus unitarischen Gemeinschaften; bald kamen auch christliche Gruppen mit liberaler Sichtweise sowie vereinzelt außerchristliche Gruppierungen hinzu. Heute umfasst die IARF Mitgliedsgruppen in 25 Ländern mit unterschiedlichsten Glaubenstraditionen einschließlich Buddhismus, Christentum, Hinduismus, Islam, Shintoismus, Unitarismus und Zoroastrismus.
1972 erhielt die IARF den allgemeinen Beraterstatus für den Wirtschafts- und Sozialrat der Vereinten Nationen (ECOSOC). Dies ermöglicht ihr Interventionen bei UN-Gremien zu Fragen religiöser Minderheiten. Die Organisation war maßgeblich an der Entwicklung eines NGO-Komitees für die Freiheit der Religion oder Weltanschauung (CoFRoB) beteiligt.

## Kritik
Kritiker sehen in der Gemeinschaft aus Gruppen mit liberaler Sichtweise einerseits eine Stärke der IARF, andererseits aber auch eine Tendenz zur Einseitigkeit, da orthodoxere Gruppierungen nicht vertreten sind.